# 子傒
子傒（?—?），秦國公子，嬴姓，秦孝文王的庶子，秦庄襄王異母兄弟。
《战国策·秦策五》记载秦孝文王时，子傒很有势力，以士仓辅佐。吕不韦到秦国游说孝文王王后华阳夫人的弟弟阳泉君，让他支持公子异人为太子。当时，吕不韦让阳泉君支持公子异人（子楚），不让子傒即位，这样，在新君即位后，无子的华阳夫人与阳泉君姐弟能继续享受尊崇。阳泉君表示同意，劝说姐姐华阳夫人，将公子异人从赵国接回秦国。公子异人即位为秦庄襄王。《史记·吕不韦列传》记载吕不韦是在秦昭襄王时，游说华阳夫人的姐姐而使公子子楚（史記記載秦莊襄王的名字就叫子楚）回秦国的。